# 吳世騰
吳世騰（1431年—？），字伯起，福建興化府莆田縣人，軍籍，明朝政治人物。進士出身。

## 生平
早年出身國子生，成化元年（1465年）乙酉科福建鄉試第六十七名舉人。成化十四年（1478年）戊戌科會試第一百六十七名，殿試登進士第三甲第一百二十八名。十六年任廣東顺德县知县。

## 家族
曾祖父吳貴立。祖父吳孟昇。父亲吳應祥。母李氏。永感下。娶朱氏，继娶湯氏。